# The Ballroom of Romance
The Ballroom of Romance is een Ierse televisiefilm uit 1982, geregisseerd door Pat O'Connor. De film is gebaseerd op een kort verhaal van William Trevor.

## Verhaal
In de jaren vijftig in County Leitrim gaat Bridie al geruime tijd naar de dorpsdanszaal op zoek naar een geschikte echtgenoot die haar kan ondersteunen op de boerderij van haar familie. Nu ze tijdens de dansavonden omringd wordt door jongere en aantrekkelijkere vrouwen, realiseert ze zich dat de meeste goede mannen van haar leeftijd zijn geëmigreerd of al getrouwd zijn. Haar enige resterende kans op een huwelijk lijkt te liggen bij de alcoholistische en onbetrouwbare Bowser Egan.

## Rolverdeling
| Acteur         | Personage    |
| -------------- | ------------ |
| Brenda Fricker | Bridie       |
| John Kavanagh  | Bowser Egan  |
| Mick Lally     | Dano Ryan    |
| Brid Brennan   | Patty Byrne  |
| Ingrid Craigie | Eenie Mackie |
| Niall Toibin   | Eyes Horgan  |
| Joe Pilkington | Tim Daly     |
| Cyril Cusack   | Mr. Dwyer    |

## Prijzen en nominaties
| Jaar | Prijs          | Categorie          | Genomineerde(n) | Uitslag  |
| ---- | -------------- | ------------------ | --------------- | -------- |
| 1983 | BAFTA TV Award | Beste single drama | Pat O'Connor    | Gewonnen |